# Carlisle (Iowa)
Carlisle es una ciudad situada entre los condados de Warren y Polk, en el estado de Iowa, Estados Unidos. Según el censo de 2010 tenía una población de 3.876 habitantes.

## Geografía
Según la Oficina del Censo de los Estados Unidos, la localidad tiene un área total de 14,41 km², de los cuales 14,4 km² corresponden a tierra firme y el restante 0,01 km² a agua, que representa el 0,07% de la superficie total de la localidad.

## Demografía
Según el censo de 2010, había 3876 personas residiendo en la localidad. La densidad de población era de 268,98 hab./km². Había 1524 viviendas con una densidad media de 105,76 viviendas/km². El 96,7% de los habitantes eran blancos, el 0,36% afroamericanos, el 0,1% amerindios, el 0,46% asiáticos, el 0,03% isleños del Pacífico, el 0,49% de otras razas, y el 1,86% pertenecía a dos o más razas. El 2,04% de la población eran hispanos o latinos de cualquier raza.